# گندراسو
گَنْدراسو یا راسوی آمریکایی (به انگلیسی: skunk) از پستانداران در راستهٔ گوشت‌خواران است که بیشتر به خاطر مایع بسیار بدبویی که می‌تواند از خود به بیرون بپاشد مشهور شده‌است. آن‌ها سیاه‌سفید (به صورت راه‌راه یا لکه‌ای)، قهوه‌ای یا صورتی هستند. ده گونه راسوی بدبو وجود دارد که در چهار سرده دسته‌بندی می‌شوند. دو گونه از آن‌ها در اندونزی و فیلیپین زندگی می‌کنند و سایر گونه‌ها در قاره آمریکا، از کانادا تا مرکز آمریکای جنوبی پراکنده‌اند. پیش از این راسوی آمریکایی از خانواده راسوئیان شمرده می‌شد ولی بررسی‌های ژنتیکی که به تازگی انجام گرفته نشان می‌دهد که راسوی آمریکایی برخلاف تصور پیشین چندان به این خانواده وابسته نیست. امروزه گونه‌های راسوی آمریکایی به عنوان خانواده‌ای مستقل با نام گندراسویان Mephitidae شناخته می‌شوند که در بالاخانوادهٔ Musteloidea که همچنین شامل راسوها و خرس‌ها می‌شود، قرار دارند.
اگر به راسوی آمریکایی حمله شود، برای دفاع از خود پایش را محکم به زمین می‌کوبد و سپس روی دو پا بلند می‌شود و مایع بسیار بدبویی را از غده‌هایی که زیر دمش قرار دارند، به بیرون و به سوی دشمن می‌پاشد. بیشتر جانوران کاری به کار این جانور ندارند. راسوی آمریکایی را به خاطر پوست گران‌قیمتش در مزرعه‌های ویژه‌ای پرورش می‌دهند و برای رها شدن از بوی زننده، غده‌های مخصوص او را در زمان نوزادی از بدنش بیرون می‌آورند.
طول انواع این جانور از ۴۰ تا ۹۴ سانتیمتر و وزن آن‌ها از نیم کیلوگرم تا ۸ کیلوگرم متغیر است. معمولاً رنگ خز آن‌ها سیاه و سفید است.
این جانور همه‌چیزخوار است و قابلیت خانگی شدن دارد.
گَنْدراسو موجودات کوچکی به اندازه گربه بومی آمریکای شمالی و جنوبی هستند که از زندگی در خلوت لذت می‌برند. آنها دارای حس بویایی بسیار قوی و شنوایی عالی برای جبران ضعف بینایی خود هستند. گَنْدراسوها تغذیه کننده‌های فرصت طلبی هستند که میوه، انواع توت‌ها، حشرات، موش‌ها و حتی غذای حیوانات خانگی را می‌خورند. آنها معمولاً به دلیل کت مشکی خود با راه راه‌های سفید شناخته می‌شوند.
انسان‌ها و صاحبان حیوان‌های خانگی باید از یک گَنْدراسو ترسیده اجتناب کنند، زیرا از بین بردن بوی اسپری آن‌ها هم برای افراد و هم برای حیوانات خانگی که در معرض قرار گرفته‌اند، بسیار دشوار است.

## سازوکار دفاعی
گَنْدراسو گاهی به انسان (و حیوانات خانگی آنها) مایعی بدبو می‌پاشند. ترکیبات شیمیایی که از پشت آنها به بیرون شلیک می‌کنند آنقدر بدبو هستند که می‌توانند باعث تهوع و احساس سوزش در چشم شوند - و نکته اینجاست که یک گَنْدراسو فقط زمانی بوی بد را اسپری می‌کند که احساس خطر کند. این بوی متعفن نتیجه انتخاب طبیعی است، که چگونه جانوران در طول زمان فرگشت یا تغییر می‌کنند. جانداری که بتواند از خود در برابر شکارچیان دفاع کند، احتمال زنده ماندن و بچه‌دار شدنشان بیشتر است. این بدان معناست که ویژگی‌هایی که باعث می‌شود موجودات به طعمه تبدیل نشوند، از نسلی به نسل دیگر منتقل می‌شوند. برخی از گونه‌ها به قدرت و سرعت تکیه می‌کردند و در طول سال‌های بسیار زیاد قوی‌تر و سریع‌تر شدند. دیگران با ایجاد استتار که با زیستگاه طبیعی آنها مطابقت دارد، در مخفی شدن بسیار خوب عمل کردند. و در حالی که برخی از جانوران فرگشت یافته‌اند تا بوی بدی داشته باشند. گَنْدراسو معروف‌ترین پاشنده بوی بد هستند.
بوی آنها یک نوع دفاع منحصر به فرد است که برای دفع شکارچیان یا مهمانان ناخواسته در هنگام احساس خطر استفاده می‌شود. زمانی که رنگ سیاه و سفید یا کوبیدن پای گَنْدراسو هشدار کافی برای شکارچیان نیست، آنها به ترساندن آنها با اسپری قوی خود متوسل می‌شوند. گَنْدراسوها این توانایی را دارند که از دو غده واقع در هر طرف مقعد خود اسپری کنند. گَنْدراسو فقط به اندازه کافی از این ماده شیمیایی را برای ۵ تا ۶ بار استفاده دارد و برای تولید یک منبع جدید تا ۱۰ روز زمان نیاز است. اسپری گَنْدراسو یک یک ترکیب آلی است که گوگرد یکی از اجزای اصلی آن است. گوگرد دارای رایحه تخم مرغ فاسد است. رایحه آن به قدری قوی است که می‌توان تا نیم مایلی (۸۰۰ متری) آن را بو کرد و می‌تواند روزها تا هفته‌ها باقی بماند. اسپری آنها همچنین می‌تواند باعث سوزش چشم، کوری موقت و حالت تهوع شود. گَنْدراسوها هدف‌گیری چشمگیری دارند و می‌توانند اهداف را با دقت تا فاصله ۱۰ فوتی (هر فوت ۳۰٫۴۸ سانتی‌متر) مورد اصابت قرار دهند. بیشتر شکارچیان مانند روباه، گرگ و گورکن به دلیل بوی آنها به ندرت به گَنْدراسو حمله می‌کنند. با این حال، جغد شاخدار بزرگ تنها شکارچی معمولی گَنْدراسو است.